# Загір'я (Логойський район, Плещеницька селищна рада)
Загір'я — (біл. вёска Загорье), село (веска) в складі Логойського району розташоване в Мінській області Білорусі, підпорядковане Плещеницькій сільській раді.
Село Загір'я розташоване в центральних районах Білорусі, у північній частині Мінської області.